# ブギウギ (ダンス)
ブギウギ（英語: boogie-woogie）は、スウィングの一種で、ピアノでブルースを演奏する際の一形態でもある。

## 用語の由来
ブギウギの名前はヨーロッパにおいて最も使われ、アメリカでは、イースト・コースト・スウィングというダンスにかなり近い。今日ブギウギと呼ばれる物は、1950年代にロックンロールと呼ばれていた物である。それ故、ブギウギと言う用語は、ブギと呼ばれる音楽によって踊る事ができるダンスであるにもかかわらず、ロックやその他の多くの音楽によって殆ど踊られているので、しばしば混乱をきたしている。この名前は、競技ダンスでロックンロールをより高度なアクロバット・ダンスで踊る事によって名付けられた。ブギウギは競技ダンスにおいて、振り付けをしないリードダンスであり、「アクロバティック・ロックンロール」とは違った、特定のアクロバットな要素を持つと解釈する事が出来る。ヨーロッパの国では、エリアルの制限については多様にわたっているが、リンディー・ホップの強い影響により、ダンスから完全に逸脱して踊る事はできなくなってしまった。主にダンスのペアはアクロバットの合間にも、体の接触を維持しなければならず、ダブル/トリプルサルトやそれに近い物を、避けるようにしてしまったのである。

## 概要
一般的なステップの形態は6ビートのダンスの動きであり、通常「トリープルステップ、トリープルステップ、ステップ、ステップ」という、"ステップ"を1ビートとし、"トリ"と"プル"で1ビートとする物である。トリプル型のダンスはブギという音を切分した音楽に合う、ビートの合間の半節より"プル"を形式的に少し遅らせた、中断化したステップである。ヨーロッパの一部ではブギウギは殆ど、社交ダンスとして踊られている。一方その他の大部分は、競技ダンスとして踊られている。マドンナのヒット曲『ミュージック』は競技ダンスの類のダンスとして位置づけられている。
競技は、世界ロックンロール連盟によって管理されている。ブギウギの競技ダンスは団体も含めて、アダルト部門を加え、シニアやジュニアの階級もある。